# Iarbă

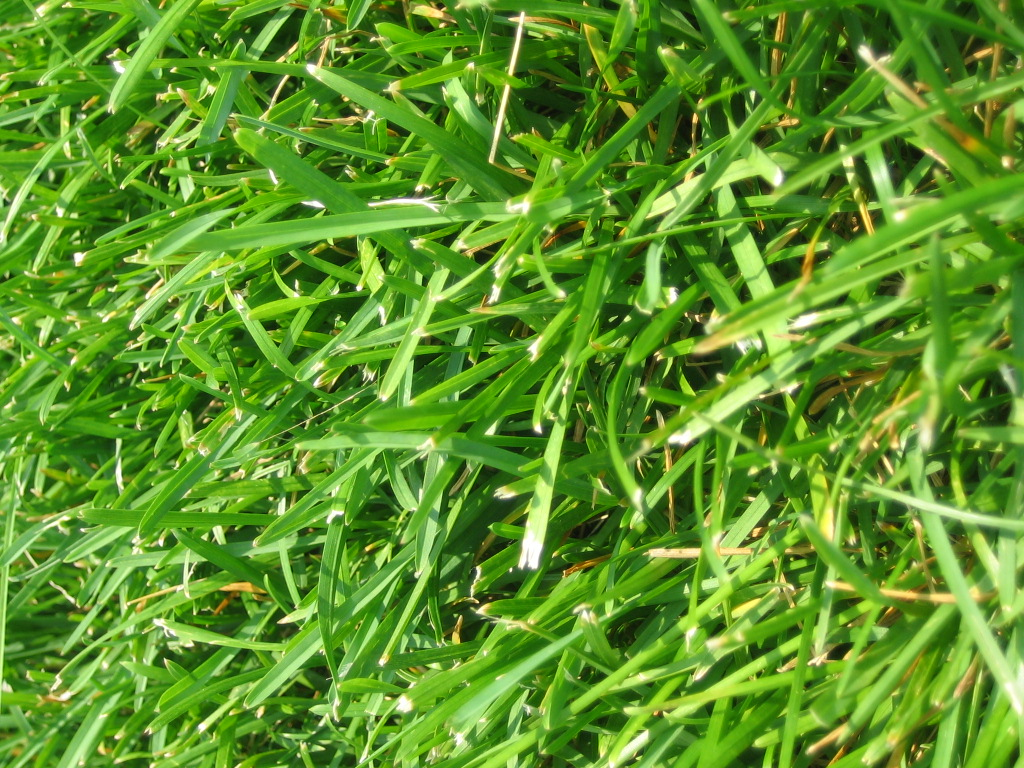
Iarbă

Iarba este un termen generic pentru plantele monocotiledonate, verzi, din familia gramineelor. 
Iarba este compusă din plante de înălțime mică și care produc semințe, și este folosită ca alimentație pentru animalele rumegătoare.
Fiind decorativă, soiuri anume de graminee care cresc foarte dese și de înălțimi mici sunt folosite, sub denumirea de gazon, pentru a acoperi spațiile verzi. Crește în zonele de câmpie, deal și munte.